# Hoplitis loboclypeata
Hoplitis loboclypeata är en biart som beskrevs av Wu 1990. Hoplitis loboclypeata ingår i släktet gnagbin, och familjen buksamlarbin. Inga underarter finns listade i Catalogue of Life.